# Pluto (mythologie)
Pluto is binnen de Romeinse godsdienst de god van de onderwereld. Als zodanig was hij verantwoordelijk voor de afweging van de levens van de zielen die naar de onderwereld kwamen en voor hun bestaan in de onderwereld (welke kon bestaan uit een normaal bestaan, een verheerlijkt bestaan of een bestraffend lijden).
Elementen van Pluto's rol binnen de godsdienst kennen parallellen met het christendom. Met name de beoordeling van het leven en het bijbehorende lot van de ziel na het sterven zijn belangrijke thema's die gelijkenissen vertonen. Tegenwoordig wordt het geldende beeld van Pluto en Hades ook meer beïnvloed door het christendom; Pluto wordt, naarmate de tijd voortschrijdt, meer en meer afgebeeld als kwade godheid, te vereenzelvigen met de duivel in het christelijke geloof. Zo werd hij door de Romeinen echter niet gezien.

## Historie van Pluto
In zijn vroegste "bestaan" was Pluto voor de Romeinen niet de god van de onderwereld. Daarentegen was hij de godheid van onderaardse rijkdommen, van goud en zilver. Zijn naam is waarschijnlijk ook afgeleid van het Griekse woord πλουτος; (ploutos, rijkdom), wat hem een etymologische band geeft met de Griekse god van de rijkdom, Ploutoon.
Naarmate de Romeinen een rijkere godsdienst ontwikkelden (en een groter rijk verzamelden), ontwikkelde Pluto zich. Omdat zijn giften aan de mensheid uit de mijnen kwamen, werd Pluto ook verantwoordelijk voor het onderaardse (het fysieke onderaardse). Nog iets later volgde de stap naar het spiritueel onderaardse (de onderwereld) en dus ook de dood. De voortgaande gelijktrekking van de Griekse en Romeinse mythologieën zorgde ervoor dat Pluto gelijk kwam te staan aan Hades en het verband met Plutus kwam te vervallen.
Pluto werd vaak afgebeeld met zijn driekoppige hond Cerberos en een twee-tandige scepter. Ook had hij een hoorn des overvloeds.

## Mythologie van Pluto

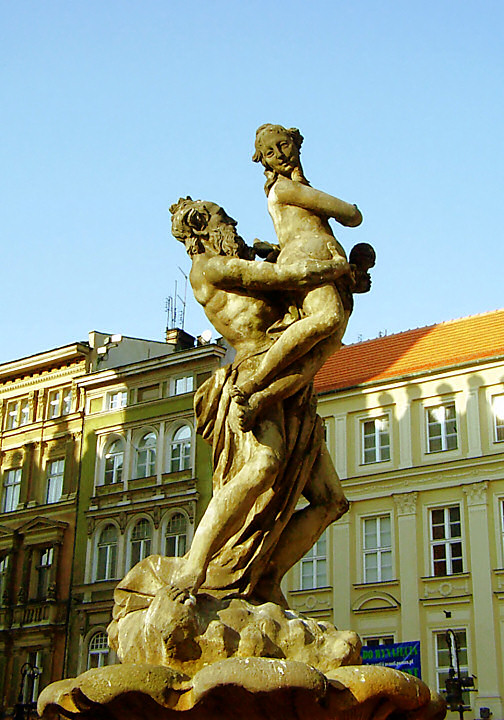
Pluto schaakt Proserpina; afbeelding van de Fontanna Prozerpiny te Poznań

Pluto is de koning van de Romeinse onderwereld. Zijn rijk strekt zich uit onder de aarde, onder de wereld van de levende mensen. Het is de plaats waar de zielen van de overledenen heen gaan om de eeuwigheid door te brengen.
Pluto is eindverantwoordelijke voor dit rijk en voor het lot van de zielen (hun bestraffing of beloning), alhoewel er — met name in de Griekse mythologie — medewerkers zijn: (Charon, Cerberus en Minos).
De bekendste mythe waarin Pluto een hoofdrol speelt, is die over het ontstaan van de winter. Volgens de overlevering heerste Pluto alleen over zijn rijk en werd hij eenzaam. De godin Venus en haar zoon Amor schoten te hulp en Amor beschoot Pluto met zijn pijlen. Meteen hierna vertrok Pluto naar de bovenwereld, alwaar zijn oog viel op de beeldschone Proserpina, de dochter van de godin van de aarde Ceres. Pluto ontvoerde haar naar de onderwereld en maakte haar tot zijn vrouw. Uit wanhoop over het lot van haar dochter liet Ceres de aarde vruchteloos worden en stampvoette zij over de wereld, waarbij ieder van haar voetsporen een woestijn werd. Ziende dat het zo niet langer kon, zond Jupiter de god Mercurius naar Pluto met het bevel Proserpina aan haar moeder te retourneren. Pluto gehoorzaamde, maar haalde wel een list uit: voordat Proserpina mocht vertrekken, liet Pluto haar zes zaden van een granaatappel uit de onderwereld eten. Hierdoor werd Proserpina voor zes maanden van ieder jaar gebonden aan Pluto en moest zij tot in de eeuwigheid ieder half jaar met hem doorbrengen in de onderwereld. In deze tijd rouwt Ceres in haar eenzaamheid en laat zij de aarde afkoelen (eerst in de herfst, daarna in de winter). Granaatappelzaden zijn overigens sindsdien een symbool van trouw in het huwelijk.
Naast deze mythe spelen Pluto en zijn rijk bijrollen in verschillende verhalen. Pluto en zijn koningin Proserpina komen als belangrijk element voor in de mythe van Orpheus en Eurydice. Het betreden van het dodenrijk is een van de avonturen die Odysseus moet doorstaan in de Odyssee en dus is ook het rijk van Pluto aan de beurt in de Aeneis.

## Sporen van Pluto in onze tijd
Pluto is de naam van een dwergplaneet en een stripfiguur.
Binnen de ontstaanstheorieën van de Aarde is er een stroming die zegt dat de intense hitte binnen de planeet de voornaamste factor is in de vorming van de planeet; dit heet de Plutonische Theorie. De tegenhangende theorie (dat water een belangrijkere factor was) heet de Neptunische theorie.
"In het hol van Pluto" is een typisch Vlaamse uitdrukking waarmee men op een kleurrijke manier een afgelegen plek omschrijft. Etymologisch vindt deze uitdrukking haar oorsprong bij de toegang tot de onderwereld waar Pluto heerste.  